# Vilcek Foundation

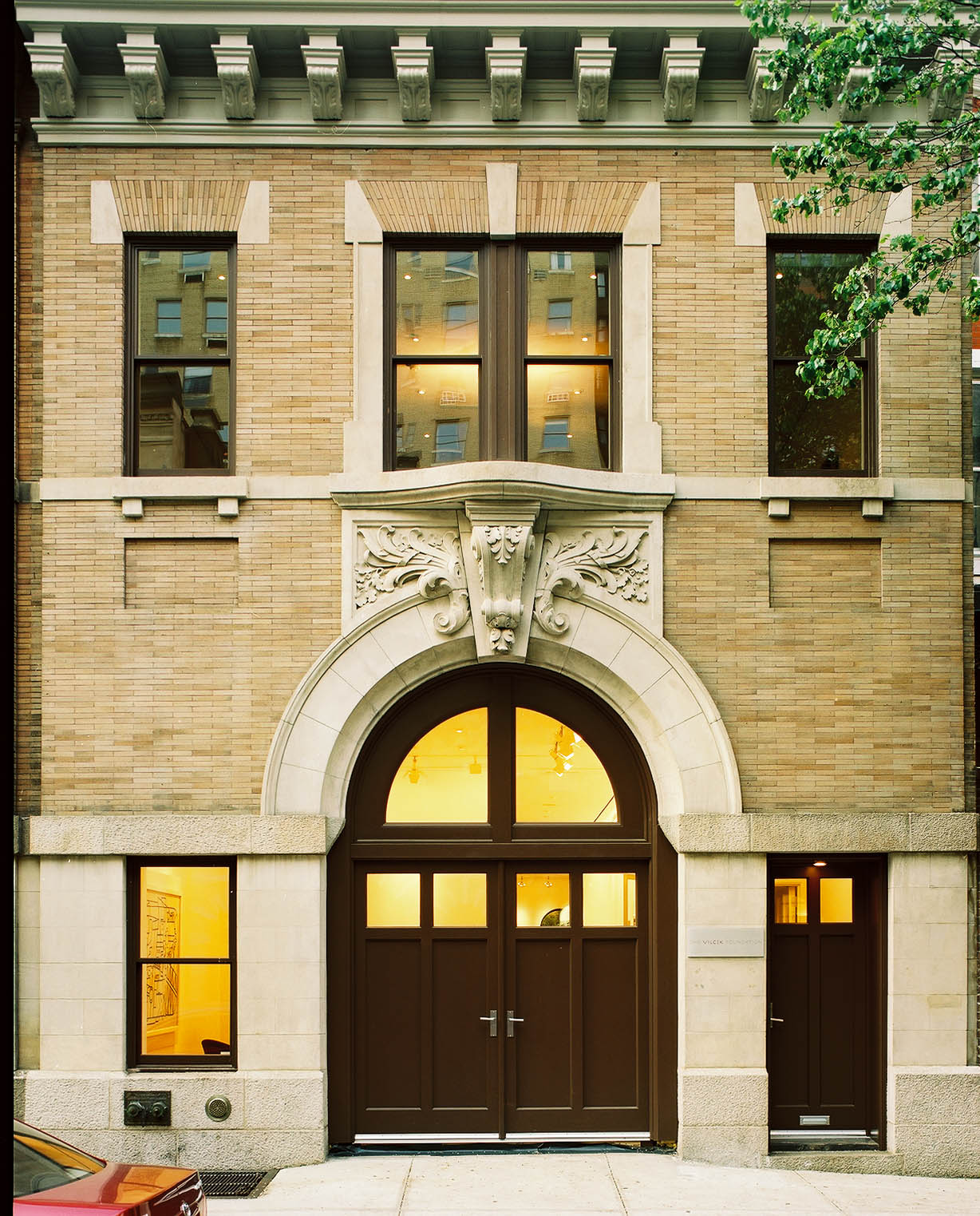
Hauptsitz der Vilcek Foundation in New York City. Foto: Jürgen Frank (2010)

Die Vilcek Foundation ist eine gemeinnützige Stiftung mit Sitz in New York City, Vereinigte Staaten. Sie wurde im Jahr 2000 von dem aus der Slowakei (damals Tschechoslowakei) stammenden Immunologen Jan Vilcek und seiner Ehefrau, der Kunsthistorikerin Marica Vilcek, gegründet. Ziel der Stiftung ist es, die Beiträge von Immigrantinnen und Immigranten zur amerikanischen Gesellschaft in den Bereichen Kunst, Wissenschaft und Kultur zu würdigen und zu fördern. Die Stiftung vergibt jährlich Vilcek-Preise in verschiedenen Kategorien und veranstaltet Ausstellungen in ihrer öffentlich zugänglichen Galerie in Manhattan.

## Geschichte
Die Jan Vilček Foundation wurde mit Mitteln gegründet, die Jan Vilček aus seiner Tätigkeit an der New York University (NYU) sowie durch Lizenzgebühren für die Mitentwicklung des Medikaments Remicade (Infliximab) erhalten hatte. Seit ihrer Gründung hat die Stiftung über 8,7 Millionen US-Dollar an Preisgeldern und mehr als 6,8 Millionen US-Dollar an Fördermitteln vergeben (Stand: 2025).

### Ziele und Aktivitäten
Die Vilcek Foundation verfolgt drei zentrale Zielsetzungen:
- Würdigung von Immigrantinnen und Immigranten in den USA für herausragende Leistungen in Kunst, Biomedizin und anderen Bereichen,
- Förderung des interkulturellen Dialogs durch Ausstellungen, Veröffentlichungen und Veranstaltungen,
- Erhalt und Präsentation einer eigenen Kunstsammlung mit einem Schwerpunkt auf amerikanischer Moderne sowie Kunst von Immigrantinnen und Immigranten.

### Finanzierung
Die Stiftung ist privat finanziert und verfolgt keine politischen oder wirtschaftlichen Interessen. Der Großteil der Mittel stammt aus den Einnahmen von Jan Vilčeks akademischer Tätigkeit sowie aus Patenten auf biomedizinische Entwicklungen.

## Auszeichnungen
Die Vilcek Foundation vergibt folgende Auszeichnungen:
- Vilcek Prize: Dotiert mit 100.000 US-Dollar für herausragende Immigrantinnen und Immigranten in den USA in den Bereichen Biomedizin und Kunst.
- Vilcek Prize for Creative Promise: Dotiert mit jeweils 50.000 US-Dollar für jüngere Talente in frühen Karrierephasen.
- Vilcek Prize for Excellence: Für bedeutende Beiträge zur Gesellschaft (2023 z. B. an Anthony Fauci).
- Marica Vilcek Prize in Art History: Für Leistungen im Bereich Kunstgeschichte.

Die Preisträger werden jährlich bekannt gegeben. Zu den bisherigen Preisträgern zählen unter anderem der Cellist Yo-Yo Ma, die Künstlerin Maya Lin und der Biomediziner Ruslan Medzhitov.

## Kunstsammlung

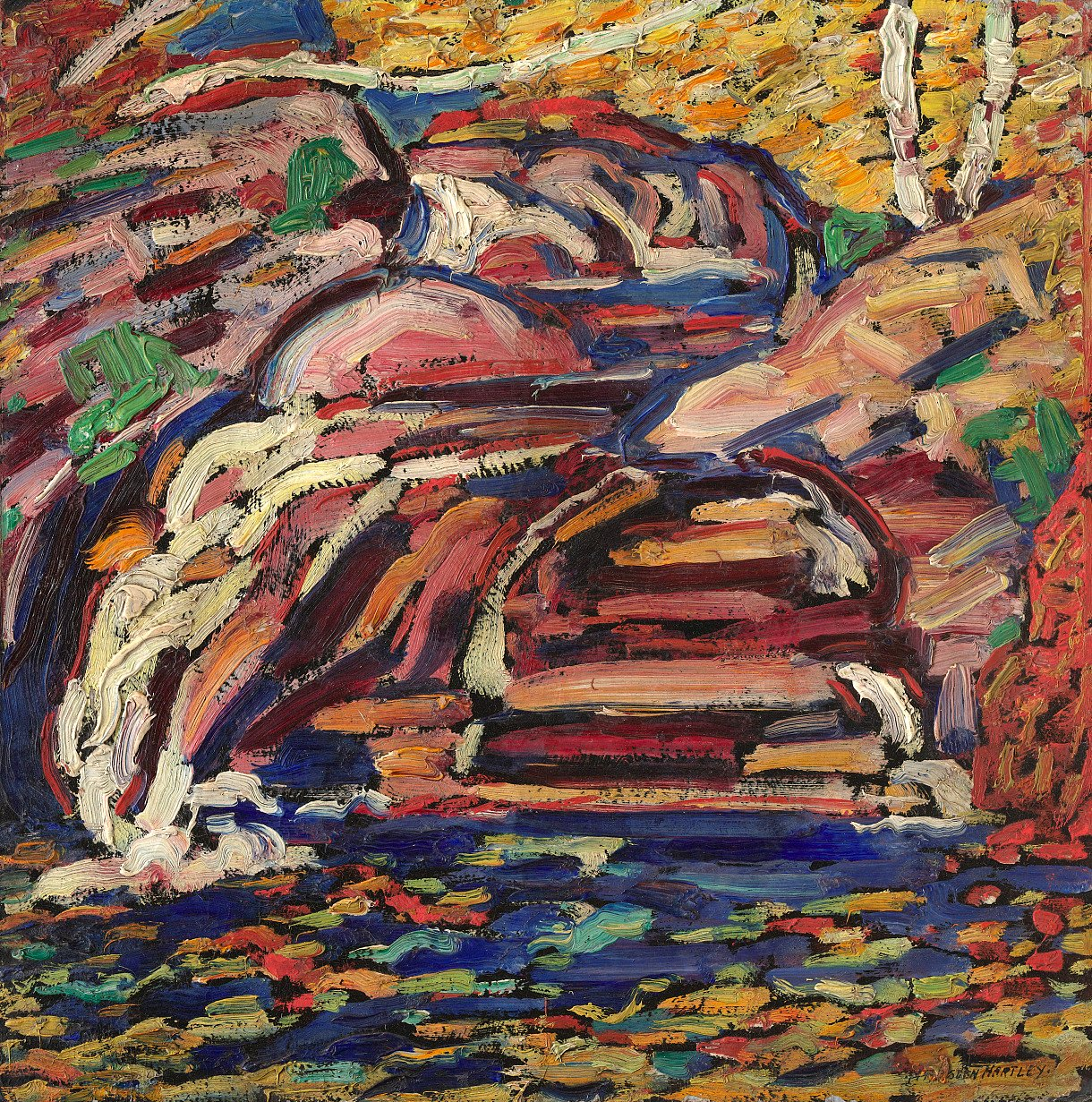
Marsden Hartley: Maine Landscape (1910)

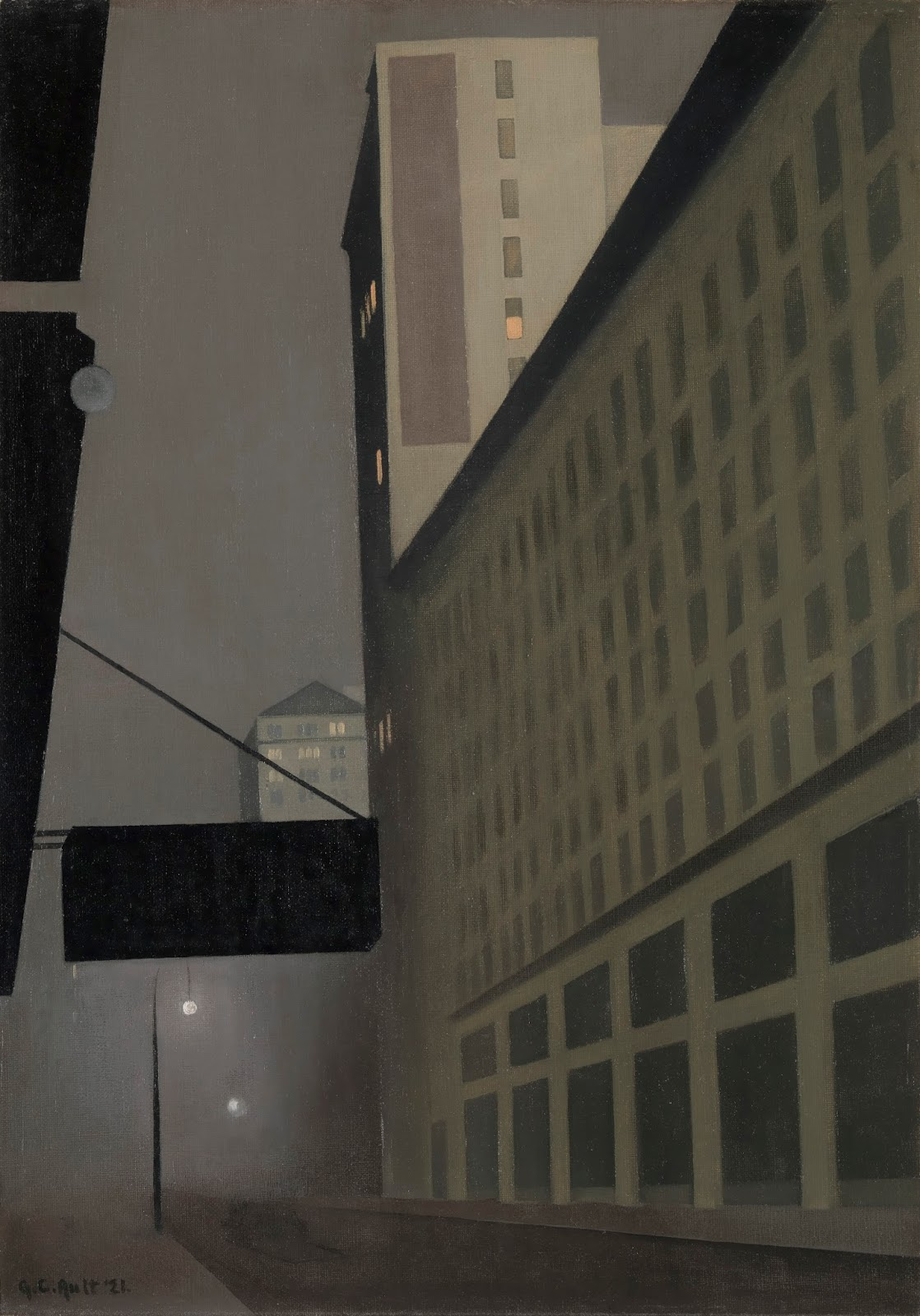
George Ault: New York Night, No.2 (1921)

Die Sammlungen umfassen die Bereiche amerikanischer Modernismus, Keramik der amerikanischen Ureinwohner, präkolumbianische Kunst sowie zeitgenössische Kunst von im Ausland geborenen Künstlern. In der Sammlung zur amerikanischen Moderne wird anhand der Werke von Künstlern wie Oscar Bluemner, Ralston Crawford, Stuart Davis, Arthur Dove, Marsden Hartley und Georgia O’Keeffe die Entwicklung dieser Epoche veranschaulicht. Die indianische Keramik umfasst hauptsächlich Objekte aus dem 19. und 20. Jahrhundert, darunter Kunstwerke von Töpfern der Völker Acoma, Cochiti, Hopi, Kewa, Tesuque, Zia und Zuni. Die präkolumbianischen Objekte stammen aus der gesamten präkolumbianischen Epoche, wobei der Schwerpunkt auf der Kunst Mesoamerikas liegt.
Zusätzlich zu den Ausstellungen in der Stiftung werden Wanderausstellungen organisiert und begleitende Publikationen herausgegeben, um Verbindungen zu internationalen Kulturinstitutionen aufzubauen. Die Stiftung unterhält zudem ein umfangreiches und aktives Leihprogramm, das Leihgaben zur Unterstützung von Ausstellungen sowie langfristige Leihgaben an Institutionen im ganzen Land umfasst. Zu den Kooperationspartnern zählen das Museum of Fine Arts in St. Petersburg, das Philbrook Museum of Art und das Dayton Art Institute.

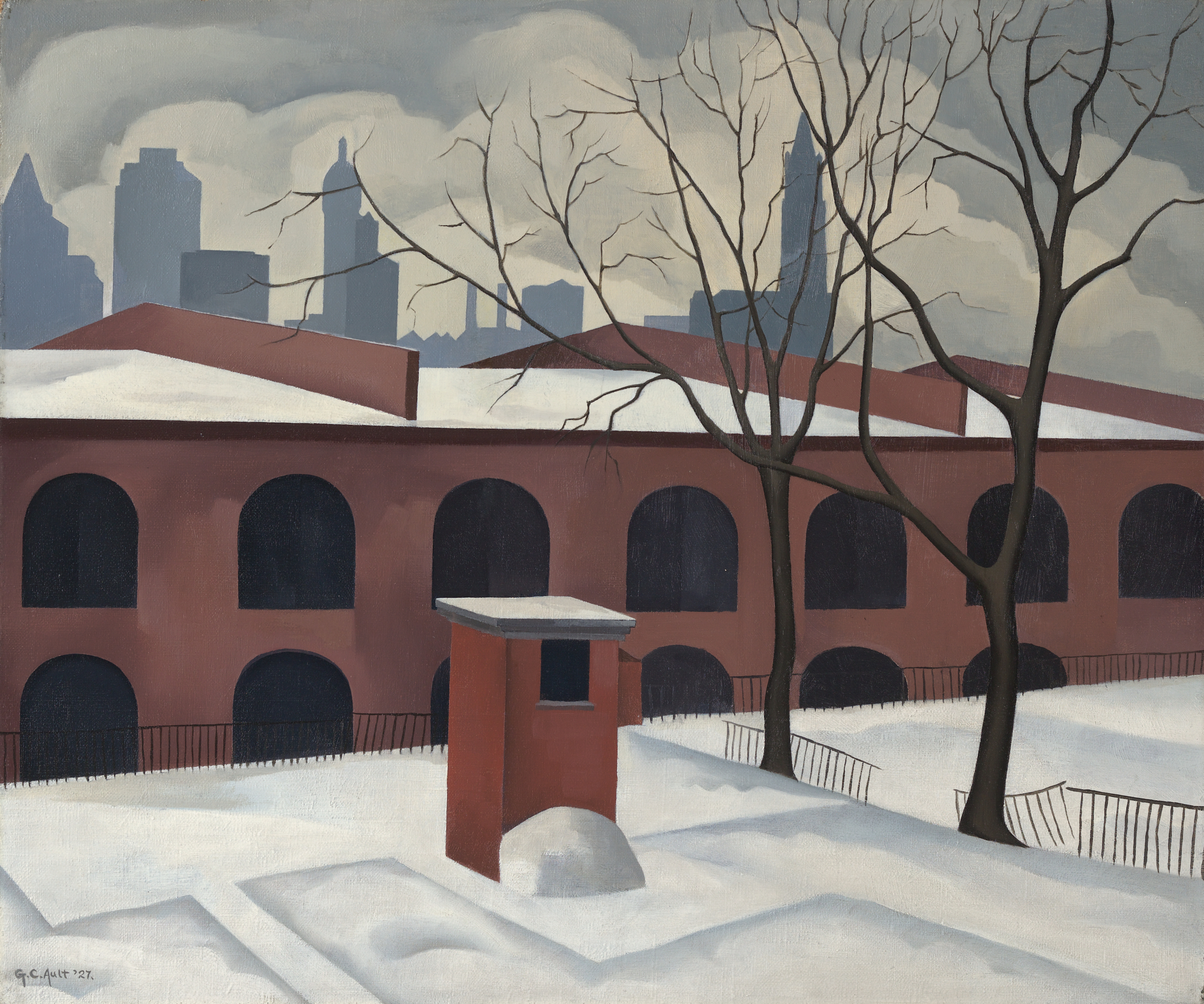
George Ault: View from Brooklyn (1927)

Liste der vertreten Künstler (2025): Andrew Dasburg, Anna Martinez, Arthur Dove, Charles Green Shaw, Christo, Crescencio Martinez, George Ault, Howard Cook, Il Lee, Isamu Noguchi, Jan Matulka, John Marin, John Storrs, Joseph Stella, Konrad Cramer, Louis Lozowick, Manierre Dawson, Marianita Roybal, Marsden Hartley, Max Weber, Monica Silva, Morgan Russell, Morton Livingston Schamberg, Nari Ward, Neri Oxman, O Zhang, Oscar Bluemner, Ralston Crawford, Reyes Galvan, Ryo Toyonaga, Stanton Macdonald-Wright, Stanley Ruiz, Stuart Davis, Tadashi Sato, Georgia O’Keeffe.

## Ausstellungen
Seit 2019 betreibt die Stiftung eine eigene Ausstellungsgalerie auf der Upper East Side in New York City. Sie ist nach Vereinbarung öffentlich zugänglich.

### Ausstellungen (Auswahl)
- Grounded in Clay: The Spirit of Pueblo Pottery (2022–2025): Wanderausstellung mit traditioneller Pueblo-Keramik in Zusammenarbeit mit dem Museum of Indian Arts and Culture (Santa Fe), dem Metropolitan Museum of Art (New York) und dem Saint Louis Art Museum
- Il Lee – Energy and Flow: Abstraction of Movements (2025–2026): Soloschau des südkoreanisch-amerikanischen Künstlers Il Lee, der für seine Kugelschreiberzeichnungen bekannt ist
- Marsden Hartley: Adventurer in the Arts (2020)
- Ralston Crawford: Air + Space + War (2021)
- The Synchromists
- Nari Ward: Home of the Brave

### Publikationen
Die Stiftung gibt regelmäßig Ausstellungskataloge und thematische Publikationen heraus, darunter:
- Masterpieces of American Modernism: From the Vilcek Collection (2013)
- American Odysseys: Writings by New Americans (2013)
- A Place at the Table: New American Recipes from the Nation’s Top Foreign-Born Chefs (2019)
- Grounded in Clay: The Spirit of Pueblo Pottery (2022)